# Fontana Liri
Fontana Liri település Olaszországban, Lazio régióban, Frosinone megyében. Lakosainak száma 2693 fő (2023. január 1.). Fontana Liri Arpino, Rocca d’Arce, Arce, Monte San Giovanni Campano és Santopadre községekkel határos.

## Népesség
A település lakossága az elmúlt években az alábbi módon változott:
| Lakosok száma | 2944 | 2906 | 2693 |
|               | 2017 | 2018 | 2023 |